# In Rainbows
In Rainbows är det brittiska rockgruppen Radioheads sjunde studioalbum. Det släpptes för första gången den 10 oktober 2007 som en digital nedladdning, följd av en standardutgivning på CD i de flesta länder under årets sista vecka. Albumet släpptes i Nordamerika den första januari 2008. In Rainbows var Radioheads första skivsläpp efter att deras kontrakt med EMI hade tagit slut och innebar slutet på deras längsta uppehåll mellan studioalbum under deras karriär.
In Rainbows spelades in i London, Somerset, Wiltshire, och Oxfordshire med producenterna Mark Stent och Nigel Godrich. Radiohead arbetade på In Rainbows i mer än två år, med start första halvåret 2005. Mellan inspelningarna turnerade gruppen i Europa och Nordamerika under tre månader i mitten av 2006. Texterna på In Rainbows var mer personliga än på några andra album av Radiohead; sångaren Thom Yorke beskrev de flesta spår som sin version av "förförelselåtar". 
Radiohead använde en stor variation av musikstilar och instrument på albumet, inte bara elektronisk musik och stråkarrangemang utan även piano, celesta och ondes Martenot.
Ett par dagar efter att ha tillkännagivit att albumet var slutfört släppte Radiohead In Rainbows som digital nedladdning där kunderna kunde ladda ner skivan för det pris de ansåg vara lämpligt. När albumet släpptes i detaljhandeln och på marknaden gick In Rainbows rakt in på både de brittiska och amerikanska albumtopplistorna. Albumet hade i oktober 2008 sålt mer än tre miljoner kopior världen över både i digitalt och fysiskt format. Albumet blev mycket kritikerrosat och listades av flera publikationer som ett av 2007 års bästa album. 2009 vann skivan två Grammys för bästa alternativa musikalbum och för "Best Special Limited Edition Package".

## Låtlista
Alla spår skrivna av Radiohead.
Sida ett
1. "15 Step" – 3:58
2. "Bodysnatchers" – 4:02
3. "Nude" – 4:15
4. "Weird Fishes/Arpeggi" – 5:18
5. "All I Need" – 3:48

Sida två
1. "Faust Arp" – 2:09
2. "Reckoner" – 4:50
3. "House of Cards" – 5:28
4. "Jigsaw Falling into Place" – 4:09
5. "Videotape" – 4:42

Limited Edition bonusspår
1. "Jigsaw Falling into Place" – 4:09
2. "Down Is the New Up" (Live) – 5:07
3. "Last Flowers" (Live) – 4:11